# Henry More
Henry More, angleški teolog in filozof,  * 12. oktober 1614, Grantham, Kraljevina Anglija, † 1. september 1687, Cambridge, Anglija.
Bil je najpomembnejši predstavnik skupine platonistov na Univerzi v Cambridgeu.

## Življenje
Henry More se je rodil leta 1614 v mestecu Grantham v Angliji kot sedmi sin Aleksandra Mora, bivšega svetnika in župana Granthama, in njegove žene Anne. Njegova starša sta bila kalvinista, vendar on sam nikoli ni bil zagovornik te doktrine. Po zaključeni gimnaziji v Granthamu je šolanje leta 1628 nadaljeval na kolidžu Eton. Leta 1631 se je s pomočjo svojega strica, bivšega tamkajšnjega dijaka, vpisal na Christ's College Univerze v Cambridgeu. Študij na tej univerzi je odločilno vplival na njegovo življenje, saj se je tam prvič seznanil z novoplatonizmom. Leta 1636 je diplomiral, leta 1639 pa je zaključil magistrski študij in leta 1641 postal sodelavec te univerze. V Cambridgu je ostal vse do svoje smrti leta 1687.

## Morova filozofija
Že v času dodiplomskega študija se je seznanil s filozofijo neoplatonizma in začel razvijati svoje lastne dualistične ideje, v katerih je poudarjal nestvarnosti duše. V letih 1639 in 1640 je pisal tudi filozofske pesmi, s katerimi se je približal epski pesnitvi Vilinske kraljice pesnika Edmunda Spenserja. Prvo pesniško zbirko, imenovano Pesem o duši (The Song of the Soul), je izdal leta 1647.
Že zelo zgodaj je Henry More začel razvijati lastno razumevanje krščanstva. V avtobiografskem predgovoru k delu Opera Omnia je s svojimi idejami zavračal kalvinistično doktrino, češ da ni prava vera. Njegova prepričanja razkrivajo nov pristop dojemanja religije. Kot Calvin je tudi More želel postaviti temeljni sistem, na katerem je osnovano krščanstvo, vendar sta teoriji zaradi različnih izhodišč privedli do različnih zaključkov. Kalvinizem zagovarja božjo voljo pri ustvarjanju sveta in trdi, da je Bog ustvaril svet po svoji zamisli in željah, brez kakršnihkoli omejitev. More pa je bil zagovornik nasprotne, t. i. intelektualne oz. racionalistične teologije, po kateri Bog ni mogel ustvariti sveta v pogojih neomejenosti, saj je Bog izvorno dober in zato lahko ustvari le najboljši možen svet. Osnova te trditve je v prepričanju, da so tisti dejavniki, ki vplivajo na ustvarjanje najboljšega sveta, definirani neodvisno od Boga. More je verjel, da sta koncepta dobro in zlo absolutna termina, ki vedno vplivata na aspekt božjega ustvarjanja. Želel je uporabiti podrobnosti mehanične filozofije 17. stoletja, ki jo je uvedel René Descartes, z namenom, da bi dokazal obstoj nematerialne snovi.
More je zavrnil dualizem, s katerim René Descartes navaja, da obstajata dva temelja: duša in telo.
Njegovo nesprejemanje dualizma ni nastalo zaradi nerazumevanja, kako naj bi materialno in nematerialno medsebojno sodelovalo, ampak zaradi zavračanja možnosti, da je lahko vsaka  neraztegnjena entiteta kakršna koli realna entiteta.
More je tudi rekel: »...jasno je, da če neka stvar sploh obstaja, mora biti razstrta (razširjena).« Če duša obstaja, mora biti  razširjena. Takšno razmišljanje ga je napeljalo na idejo o novi (njegovi) »četrti dimenziji«, v kateri mora biti duša razširjena, in k izvirni rešitvi problema telesa-uma. Tako je More zavrnil dualizem in ga predstavil na svoj način: duši je pripisal telesnost.
V teologiji je bil More znan po pobožnosti in po skoraj sveti naravi. Veliko je pisal proti sektam in njihovim navdušencem zaradi njihovga podrejanja razuma veri. Ukvarjal se je predvsem  z razlago preroških in apokaliptičnih pisem.
Mora v zgodovini filozofije štejemo v skupino cambriških platonistov. Njegov platonizem je bil precej ohlapen in zelo eklektičen. Njegove osnovne teme  je mogoče najti pri nekaterih antičnih mislecih, kot so Demokrit, mitični Hermes Trismegist in svetopisemski Mojzes. Osrednja misel je bila primarnost duha nad stvarjo. Zaradi nezadovoljstva z arsitoteljansko sholastiko se je More obrnil na asketsko-mistično stran novoplatonizma: pravo znanje zahteva duhovno očiščenje, predanost pa je bolj pomembna kot učenje. Oba nauka so kmalu umirili, ko se je ponovno uveljavil Morov dar za filozofijo. Pod vplivom teologije je More postavil  moralno dobroto nad askezo. Na pisanje njegovih spisov je vplivala ideja duhovnega očiščenja. More je poskušal posnemati Descartesa, čigar pisanje pokaže, kako združiti znanstveno zanimanje za naravo s primarno skrbjo za obstoj Boga in nesmrtne človeške duše. Morovo zanimanje za novo eksperimentalno filozofijo je bilo pristno kljub misli, da je treba izpodbiti materializem.
Morvo prvo večje delo je bilo An Antidote Against Atheisme (1652). Delo je nastalo kot odziv na materializem Thomasa Hobbesa. Prvi od treh delov je predvsem izpopolnitev ontološkega argumenta, ki ga je zasledil pri Descartesu. Drugi del našteva veliko naravnih pojavov, ki jih je mogoče razumeti samo kot dokaz božje previdnosti. To poglavje je omogočilo strukturo in bistvo dela teologa in naravoslovca Johna Raya Wisdom of God Manifested in the Works of Creation.Tako je delo znatno vplivalo na kasnejšo tradicijo znanstveno zastavljenih teoloških argumentov, ki se posložujejo naravne teologije. Za razumevanje je potrebno razložiti dve stvari. Prvič, relativno malo Morevih argumentov sloni na sodobni znanosti. Večina njegovih primerov je bila ali bi lahko bila uporabljena v antiki. Drugič, povezava z mehanizacijo ni bila narejena. Poudarek je na uporabnosti naravnih pojavov za človeka in druga bitja, ki se kažejo kot delovanje nematerialnih snovi (na primer neinteligentni »duh narave«, ki se lahko uporablja za obravnavanje pojavov, ki jih mehansko ni mogoče razložiti). Tretji del se posveča razpravi o zgodbi čarovnice.

## Dela
Henry More je bil ustvarjalen pesnik in pisatelj. Kot veliko drugih umetnikov je začel delovati kot pesnik, kasneje pa se je preusmeril v pisateljevanje. Njegovo prvo delo, ki ga je napisal leta 1640, izšlo pa je dve leti kasneje, je bila Psychodoia Platonica. Temu delu je sledila njegova zbirka Philosophicall Poems iz leta 1647. Ta vključuje The Song of the Soul, ki je posvečena njegovemu očetu. Druga izdaja je izšla še istega leta in je bila vključena s pomočjo A. B. Grosart v Chertsey Worthies Library leta 1878.
Delo Divine Dialogues (1688) predstavi njegov splošni pogled na filozofijo in vero. Vsebuje razne razprave in navodila povezana z božjimi lastnostmi in božjo previdnostjo. Najbolj verodostojna izdaja je bila objavljena leta 1713.
Najpomembnejša dela:
- Psychodia Platonica (A Platonicall Song of the Soul, sestavljen iz pesmi) (1642)
- Democritus Platonissan (An Essay upon the Infinity of Worlds out of Platonick Principles) (1646)
- Philosophicall Poems (1647)
- Alazonomastix Philalethes (Observations upon Anthroposophia Theomagica and Anima Magica Abscondita); od Eugenius Philalethes, tj. Thomas Vaughan (1650)
- Alazonomastix Philalethes (The Second Lash of Alazonomastix: Conteining a Solid and Serious Reply to a very uncivill Answer to certain Observations upon Anthroposophia Theomagica… )(1651)
- An Antidote Against Atheism (An Appeal to the Natural Faculties of the Mind of Man, whether there be not a God (1653). Druga izdaja z dodatkom (1655)
- Conjectura Cabbalistica (A conjectural Essay of interpreting the minde of Moses according to a threefold Cabbala, viz., literal, philosophical, mystical, or divinely moral (1653)
- Enthusiasmus Triumphatus (A Discourse of the Nature, Causes, Kinds, and Cure, of Enthusiasme…) (1656)
- The Immortality of the Soul, So farre forth as it is demonstrable from the Knowledge of Nature and the Light of Reason (1659)
- An Explanation of the Grand Mystery of Godliness… (1660)
- A Collection of Severall Philosophical Writings of Dr Henry More… (1662)
- A Modest Inquiry into the Mystery of Iniquity, The First Part, Containing a Careful and Impartial Delineation of the True Idea of Antichristianism… (1664)
- Synopsis Prophetica (The Second Part of the Enquiry into the Mystery of Iniquity: Containing a Compendious Prospect into Those Prophecies of the Holy Scripture, wherein The Reign of Antichrist… is prefigured or foretold (1664)
- The Apology of Dr Henry More… ki vsebuje As Well a more General Account of the Manner and Scope of his Writings, As A Particular Explication of several Passages in his Grand Mystery of Godliness (1664).
- Enchiridion Ethicum, praecipua moralis philosophiae rudimenta complectens… (1667). Prevedeno kot: Henry More's Manual of Metaphysics… z uvodom in opombami, ki jih je napisal Alexander Jacob (1995)
- Divine Dialogues, Containing sundry Disquisitions and Instructions Concerning the Attributes and Providence of God in the World…(1668)
- An Exposition of the Seven Epistles to the Seven Churches… (1669)
- Philosophiae Teutonicae Censura… (1670)
- Enchiridion Metaphysicum; sive, de rebus incorporeia succincta & luculenta dissertatio… (1671)
- Opera omnia… (1675–1679).
- Remarks upon two late ingenious Discourses: the one, an Essay touching the Gravitation and non-Gravitation of Fluid Bodies; the other, touching the Torricellian Experiment by Sir Matthew Hale, so far as they may concern any passages in his Enchiridion Metaphysicum (1676)
- Apocalypsis apocalypseos (The Revelation of St John the Divine unveiled…) (1680).
- Saducismus Triumphatus (Full and Plain Evidence concerning Witches and Apparitions. V dveh delih: The First reating their Possibility; The Second of their Real Existence (1681, razširjeno leta 1682).
- Two Choice and Useful Treatises: the one Lux Orientalis (An Enquiry into the Opinions of the Eastern Sages Concerning the Praeexistence of Souls…); z Josephom Glanvillom; The Other, A Discourse of Truth, By the late Reverend Dr. Rust… with Annotations on them both (1682). Morova obvestila so posebej oštevilčena, omembe v članku pripadajo njegovim pripisom
- A Collection of Several Philosophical Writings… četrta izdaja, popravljeno in razširjeno (1712)

Nobeno Morovo delo ni bilo prevedeno v slovenščino.
Henry More je imel v času svojega življenja majhno število privržencev, saj so njegovi sodobniki ocenili njegovo teologijo za sumničavo ter nevarno krščanstvu. Celo njegova učenka in nadarjena filozofinja Anne Conway ni povsem sprejela njegove ontologije šibkega dualizma o vzrokih in lastnostih stvarnosti. Večina jih je menila, da Morovo ločevanje stvarnosti na pasivno materijo in aktivni duh ni dovolj prepričljiv argument proti ateizmu. Šele po Morovi smrti sta narasla zanimanje za njegovo teologijo in njegov sloves.